# Торстен Гуче
Торстен Рене Гуче (нім. Torsten René Gutsche, нар. 8 червня 1968, Айзенгюттенштадт, Німеччина) — видатний німецький веслувальник на байдарках, триразовий олімпійський чемпіон (двічі 1992 рік, 1996 рік), срібний (1996 рік) призер Олімпійських ігор, одинадцятиразовий чемпіон світу.

## Кар'єра
Торстен Гуче народився 8 червня 1968 року в місті Айзенгюттенштадт. Почав займатися веслуванням у клубі, що базувався у Потсдамі, згодом перейшов у олімпійський клуб Берліну. 
З 1989 року почав потрапляти в основний склад збірної Німеччини. Він почав виступати у парі з Каєм Блумом та провів дуже успішний олімпійський цикл. Спершу на чемпіонаті світу 1989 року спортсмен став дворазовим чемпіоном світу (дистанції 500 та 1000 метрів). На наступному чемпіонаті світу спорсменам вдалося захистити титул чемпіонів на дистанції 1000 метрів, однак на дистанції 500 метрів вони стали третіми. Окрім цього спортсмен виступив у складі екіпажу-четвірки, де також виграв бронзову медаль. На чемпіонаті світу 1991 року, спортсмену втретє поспіль вдалося виграти дистанцію 1000 метрів, тоді як на дистанції 500 метрів, на цей раз виграв срібло. Свою третю медаль цього турніру спортсмен виграв на дистанції 10000 метрів. На Олімпійських іграх 1992 року, разом зі своїм незмінним партнером Каєм Блумом став чемпіоном на дистанції 500 метрів, а також виграв золото на дистанції 1000 метрів, ставши дворазовим олімпійським чемпіоном.
На чемпіонаті світу 1993 року спортсмени підтвердили своє лідерство у байдарках-двійках, оформивши золотий дубль. Наступного року в Мехіко спортсмен виграв свою сьому золоту медаль чемпіонатів світу, перемігши на дистанції 500 метрів, а також здобув бронзову нагороду на дистанції 200 метрів. Наступний чемпіонат світу завершився для спортсмена однією срібною нагородою у байдарках-двійках на дистанції 1000 метрів. Олімпійські ігри 1996 року стали для спортсмена також дуже успішними. На них він захистив титул олімпійського чемпіона на дистанції 500 метрів, а на дистанції 1000 метрів виграв срібну нагороду, поступившись лише екіпажу з Італії (Антоніо Россі/Даніеле Скарпа).
Наступний олімпійський цикл розпочав без свого напарника Кая Блума, який завершив свою кар'єру. Торстен Гуче успішно брав участь в змаганнях екіпажів-четвірок. Так на чемпіонаті світу 1997 року він став чемпіоном світу (1000 метрів), а також виграв срібну (500 метрів) та бронзову (200 метрів) нагороди. Наступного року став дворазовим чемпіоном світу (дистанції 500 та 1000 метрів). Останній для спортсмена чемпіонат світу завершився одинадцятим золотом чемпіонатів світу (дистанція 500 метрів), а також срібною нагородою (дистанція 1000 метрів). Напередодні Олімпійських ігор 2000 року в Сіднеї отримав серйозну травму та був вимушений завершити свою спортивну кар'єру.

## Виступи на Олімпійських іграх
| Олімпіада      | Дисципліна                   | Місце |
| -------------- | ---------------------------- | ----- |
| Барселона 1992 | байдарки-двійки, 500 метрів  | 1     |
| Барселона 1992 | байдарки-двійки, 1000 метрів | 1     |
| Атланта 1996   | байдарки-двійки, 500 метрів  | 1     |
| Атланта 1996   | байдарки-двійки, 1000 метрів | 2     |